# Silur
| Ära | Paläozoikum                       |            |              |               |
| System davor | Ordovizium                        |            |              |               |
| Beginn | 443,4 mya                         |            |              |               |
| Ende | 419,2 mya                         |            |              |               |
| System danach | Devon                             |            |              |               |
| Mittlerer atmosphärischer O2-Anteil | 14 Vol.-% (70 % von heute)        |            |              |               |
| Mittlerer atmosphärischer CO2-Anteil | 4500 ppm (Das 12-fache von heute) |            |              |               |
| Mittlere Bodentemperatur | 17 °C (3 °C über heute)           |            |              |               |
| \| ❮ \| System \| Serie \| Stufe \| ≈ Alter (mya) \| \| ❮ \| später \| später \| später \| jünger \| \| - \| --------- \| ---------- \| ------------ \| ------------- \| \| ❮ \| S i l u r \| Pridoli \| Pridolium \| 419,2 ⬍ 423 \| \| ❮ \| S i l u r \| Ludlow \| Ludfordium \| 423 ⬍ 425,6 \| \| ❮ \| S i l u r \| Ludlow \| Gorstium \| 425,6 ⬍ 427,4 \| \| ❮ \| S i l u r \| Wenlock \| Homerium \| 427,4 ⬍ 430,5 \| \| ❮ \| S i l u r \| Wenlock \| Sheinwoodium \| 430,5 ⬍ 433,4 \| \| ❮ \| S i l u r \| Llandovery \| Telychium \| 433,4 ⬍ 438,5 \| \| ❮ \| S i l u r \| Llandovery \| Aeronium \| 438,5 ⬍ 440,8 \| \| ❮ \| S i l u r \| Llandovery \| Rhuddanium \| 440,8 ⬍ 443,4 \| \| ❮ \| früher \| früher \| früher \| älter \| |                                   |            |              |               |
| ❮ | System                            | Serie      | Stufe        | ≈ Alter (mya) |
| ❮ | später                            | später     | später       | jünger        |
| ❮ | S i l u r                         | Pridoli    | Pridolium    | 419,2 ⬍ 423   |
| ❮ | S i l u r                         | Ludlow     | Ludfordium   | 423 ⬍ 425,6   |
| ❮ | S i l u r                         | Ludlow     | Gorstium     | 425,6 ⬍ 427,4 |
| ❮ | S i l u r                         | Wenlock    | Homerium     | 427,4 ⬍ 430,5 |
| ❮ | S i l u r                         | Wenlock    | Sheinwoodium | 430,5 ⬍ 433,4 |
| ❮ | S i l u r                         | Llandovery | Telychium    | 433,4 ⬍ 438,5 |
| ❮ | S i l u r                         | Llandovery | Aeronium     | 438,5 ⬍ 440,8 |
| ❮ | S i l u r                         | Llandovery | Rhuddanium   | 440,8 ⬍ 443,4 |
| ❮ | früher                            | früher     | früher       | älter         |

Das Silur ist in der Erdgeschichte das dritte und kürzeste chronostratigraphische System (bzw. Periode in der Geochronologie) des Paläozoikums. Dieser Zeitabschnitt dauerte von vor etwa 443.4 Millionen Jahren bis etwa vor 419.2 Millionen Jahren. Das Silur folgt auf das Ordovizium und wird vom System des Devon abgelöst.

## Geschichte und Namensgebung
Der Name stammt von den Silurern, einem keltischen Volksstamm in Südwales, und wurde von Roderick Murchison 1833 geprägt. Früher wurde das Silur auch Gotlandium genannt, da Gesteinsschichten aus diesem System auf der Ostseeinsel Gotland beispielhaft vertreten sind.

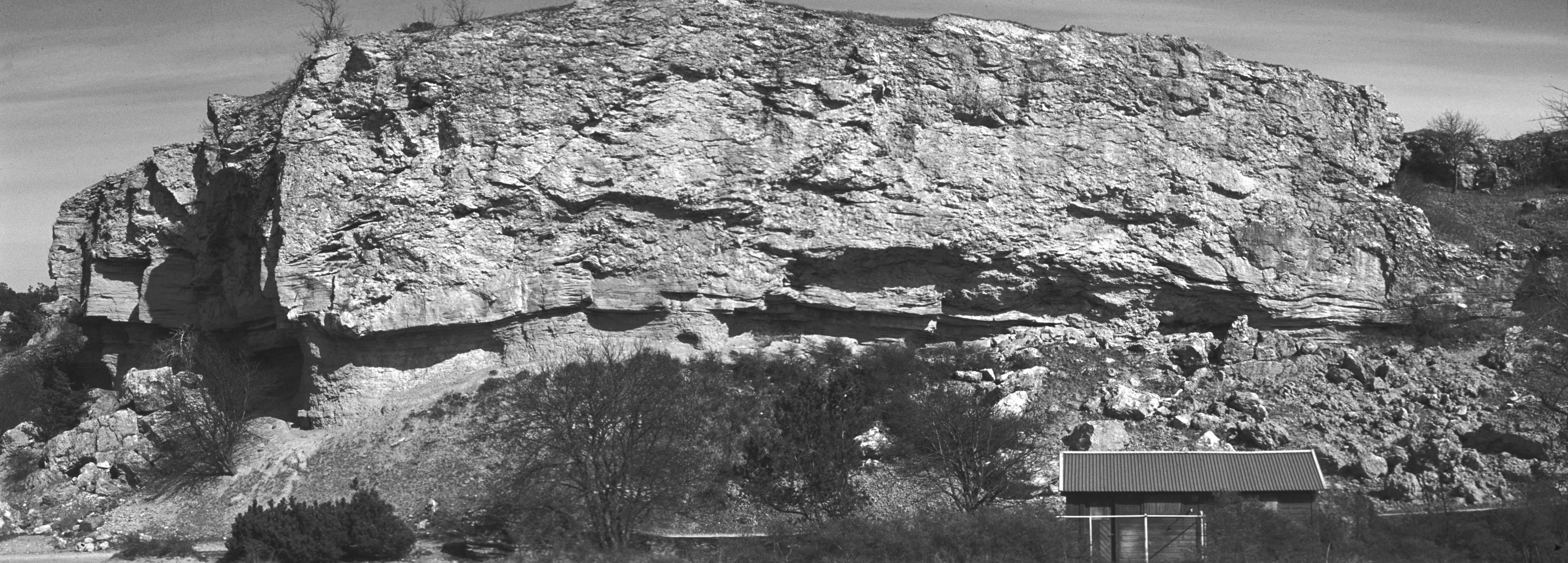
Silurischer Riffkomplex auf Gotland

Roderick Murchison bearbeitete zusammen mit seinem Freund Adam Sedgwick schon in den 1830er Jahren die paläozoischen Ablagerungen in Wales. Da Sedgwick die von ihm untersuchten Schichten nach dem lateinischen Namen von Wales (Cambria) Kambrium genannt hatte, tat Murchison es ihm gleich und benannte die jüngeren Schichten, die von ihm beschrieben worden waren, nach dem keltisch-walisischen Volksstamm als Silur. Gemeinsam verfassten die beiden das Werk On the Silurian and Cambrian Systems, Exhibiting the Order in which the Older Sedimentary Strata Succeed each other in England and Wales (Über die silurischen und kambrischen Perioden. Darstellung der Anordnung, in der die älteren Sedimentschichten in England und Wales aufeinanderfolgen), das 1835 erschien. Später wurde von Charles Lapworth für jene Gesteinslagen, über deren Zugehörigkeit zu einer der beiden Schichtfolgen man sich nicht einig werden konnte, der Begriff Ordovizium eingeführt, ebenfalls nach einem antiken walisischen Volksstamm benannt.

## Definition und GSSP

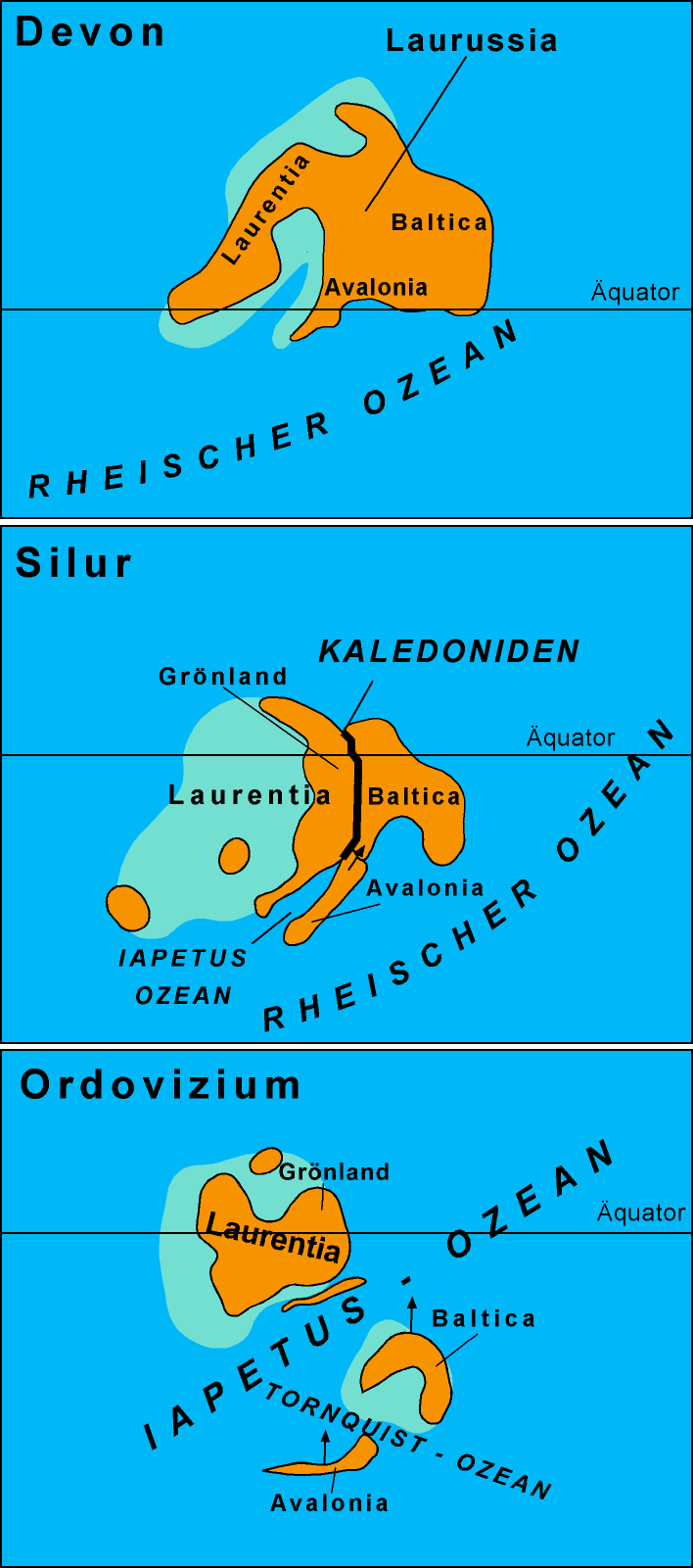
Vereinfachte Darstellung der Bildung Laurussias vom Ordovizium bis zum Devon

Als Basis des Silurs wurde von der International Union of Geological Sciences (IUGS) das Erstauftreten der Graptolithen-Arten Parakidograptus acuminatus und Akidograptus ascensus bestimmt; die Obergrenze (= Untergrenze des Devons) ist das Erstauftreten der Graptolithen-Art Monograptus uniformis. Der GSSP (Global Stratotype Section and Point = Globaler Eichpunkt für Stratotypen) des Silurs ist ein Profil bei Dob's Linn, bei Moffat in Schottland.

## Untergliederung des Silurs
Das chronostratigraphische System des Silurs wird in vier Serien gegliedert, die wiederum in insgesamt acht Stufen untergliedert werden, wobei die Pridolium-Serie auch einer Stufe entspricht.
- System: Silur (443.4–419.2 mya)
  - Serie: Pridolium (423–419.2 mya) (nicht in Stufen untergliedert)
  - Serie: Ludlow (427.4–423 mya)
    - Stufe: Ludfordium (425.6–423 mya)
    - Stufe: Gorstium (427.4–425.6 mya)

  - Serie: Wenlock (433.4–427.4 mya)
    - Stufe: Homerium (430.5–427.4 mya)
    - Stufe: Sheinwoodium (433.4–430.5 mya)

  - Serie: Llandovery (443.4–433.4 mya)
    - Stufe: Telychium (438.5–433.4 mya)
    - Stufe: Aeronium (440.8–438.5 mya)
    - Stufe: Rhuddanium (443.4–440.8 mya)

## Paläogeographie
Die für Kambrium und Ordovizium typische Anordnung der Kontinente änderte sich im Silur grundlegend. Bereits während des Ordoviziums bewegten sich Laurentia und Baltica (einschließlich des im Oberordovicium mit Baltica verschmolzenen Mikrokontinents Avalonia) unter Schließung des Iapetus-Ozeans aufeinander zu. Im unteren Silur kam es zur Kollision der beiden großen Kontinentalplatten und zur Bildung des Kaledonischen Faltengürtels. Mit der Verschmelzung von Laurentia und Baltica entstand der Kontinent Laurussia. Der Rheische Ozean zwischen Gondwana im Süden und Baltica und Laurentia (bzw. nach ihrer Kollision Laurussia) im Norden erreichte etwa im Silur seine maximale Breite. Im oberen Silur brach das Hun-Superterran vom Nordrand Gondwanas ab und driftete nach Norden auf Laurussia zu. Der Rheische Ozean zwischen dem Hun-Superterran und Laurussia wurde unter das Hun-Superterran subduziert. Zwischen dem Hun-Superterran und Gondwana begann sich der Ozean Palaeotethys zu öffnen.

## Klima

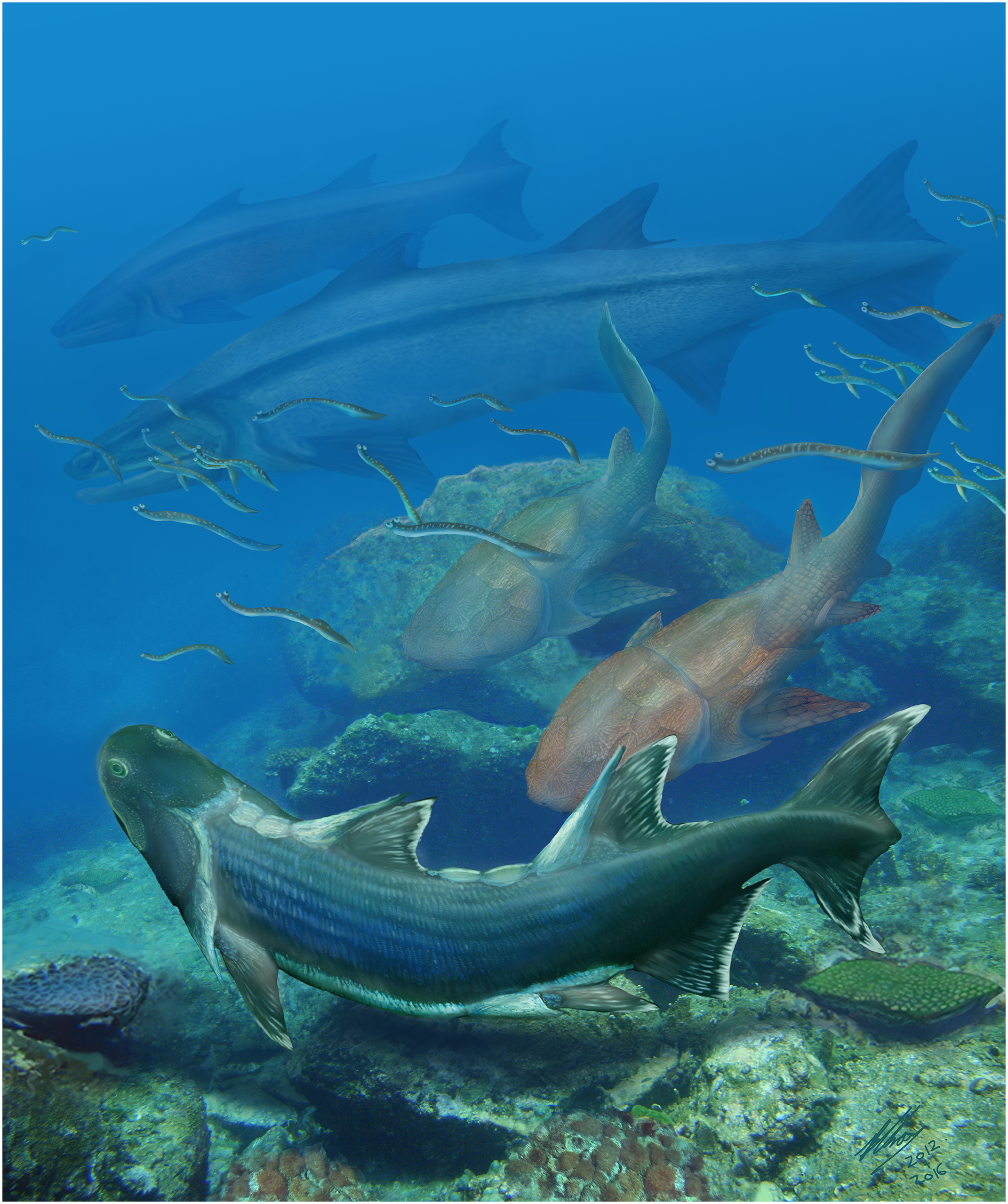
Lebendrekonstruktionen der Fisch-Fauna aus dem Ludlow von China: vorne: Knochenfisch Sparalepis; Mitte: 2 Individuen des Placodermen Entelognathus; hinten: 2 Individuen des Knochenfisches Megamastax, das größte bekannte Wirbeltier des Silurs. Dazwischen zahlreiche Conodonten.

Im Verlauf des Silurs erreichte die Sauerstoffkonzentration erstmals Werte um 14 Prozent, und die Kohlenstoffdioxid-Konzentration sank gegen Ende der 24,2 Millionen Jahre währenden Epoche auf unter 4000 ppm. Nach dem Abklingen der Anden-Sahara-Eiszeit herrschte ein warm-gemäßigtes Klima mit einem globalen Durchschnittswert von ungefähr 17 °C, wobei der meridionale Temperaturgradient (das Temperaturgefälle vom Äquator zu den Polargebieten) sowohl im Silur als auch im nachfolgenden Devon flacher ausfiel als gegenwärtig. In niedrigen Breiten kam es häufig zur Bildung von Riffen. Da abgesehen von einigen kurzzeitigen und räumlich begrenzten Gletscherbildungen die Erde fast eisfrei war, blieb der Meeresspiegel auf einem hohen Niveau, und die Kontinentalränder wurden von ausgedehnten Flachmeeren überflutet.

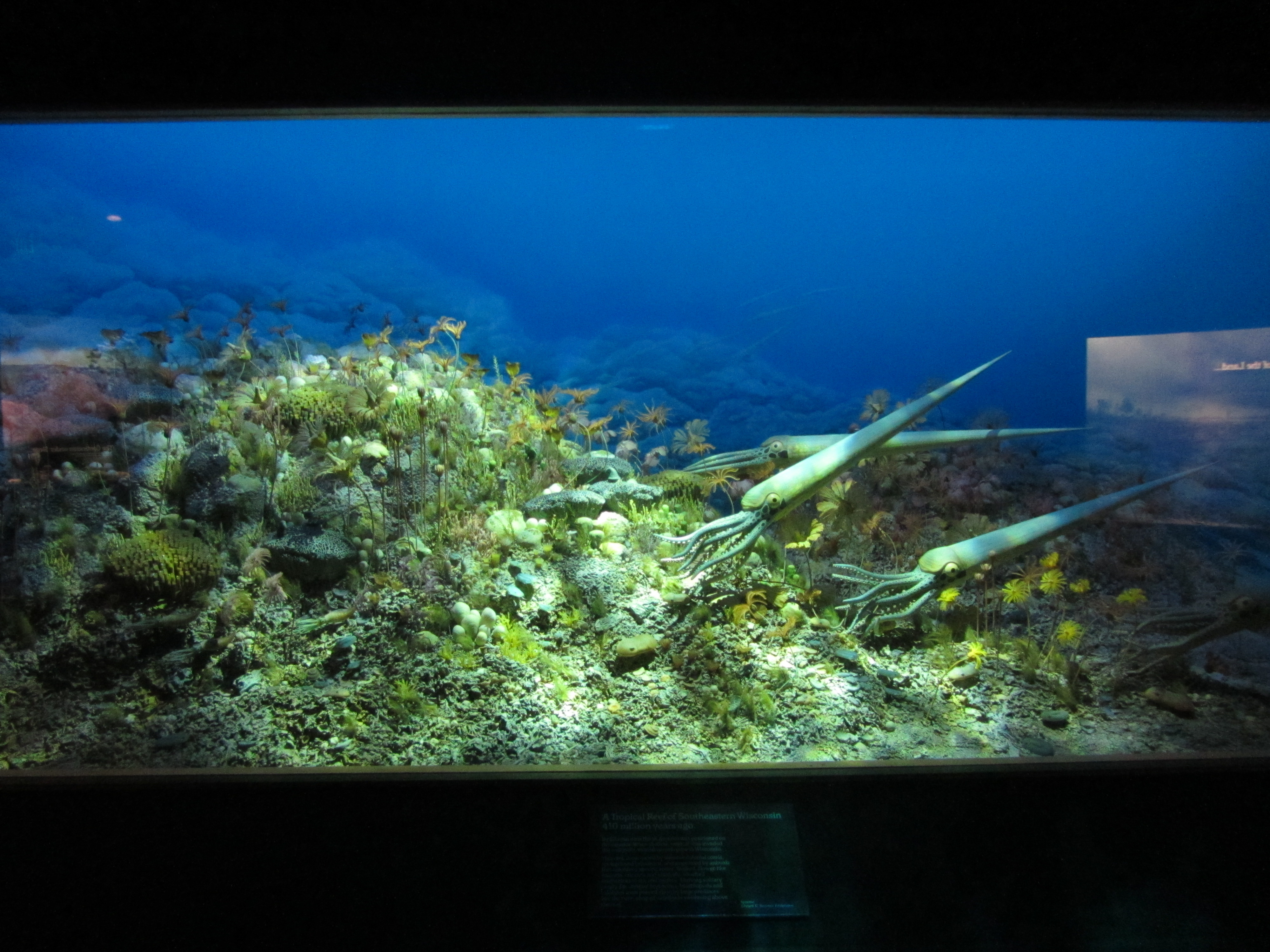
Lebensgemeinschaft an einem silurischen Riff (Lebendrekonstruktion)

Mit Schwerpunkt in der Wenlock-Serie vor 433,4 bis 427,4 Millionen Jahren kam es zu mehreren Aussterbeereignissen. Betroffen waren vor allem die marinen Lebensformen der Conodonten und verschiedene Planktongruppen wie die Graptolithen. Bei letzteren stieg die Aussterberate stufenweise bis auf 95 Prozent, ehe die Artenvielfalt über längere Zeiträume wieder zunahm. Als Hauptursache dieser biologischen Krisen gelten überwiegend plattentektonische Aktivitäten in Verbindung mit einem extrem intensiven Vulkanismus. Die vulkanischen Ausgasungen bewirkten chemische und klimatische Anomalien sowohl in der Atmosphäre als auch in den Ozeanen und führten in der Folge wahrscheinlich zu einer Störung des kurz- und langfristigen Kohlenstoffkreislaufs. Auch am Ende des Silurs traten drei kleinere Aussterbeereignisse auf, darunter der sogenannte Lau-Event, der im Ludfordium begann.

## Entwicklung der Fauna

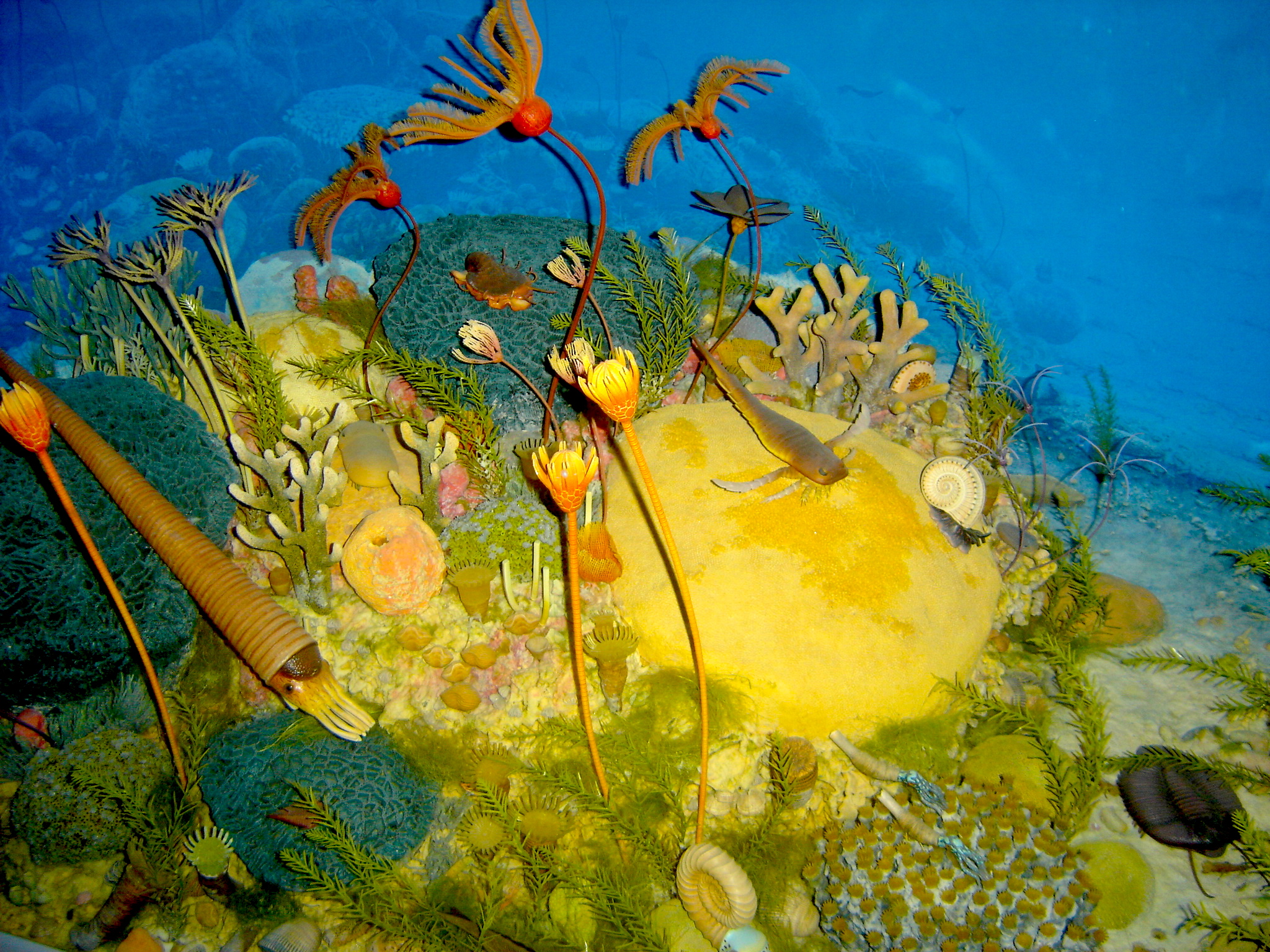
Lebensgemeinschaft am Meeresboden (Lebendrekonstruktion)

Die Ordovizium-Silur-Grenze war eine einschneidende Zäsur. Die ersten kiefertragenden Wirbeltiere (Gnathostomata) traten auf. Im Untersilur erschienen die Placodermi, die während des Silurs bereits eine beachtliche Diversität entwickelten. Im Obersilur sind die ersten fossilen Reste der Knochenfische (Osteichthyes) nachgewiesen worden. Sie lebten zusammen mit riesigen, bis zu zwei Meter langen Seeskorpionen im flachen Meer. Diese hatten sich bereits im Ordovizium entwickelt, hatten aber im Silur und Devon die größte Diversität. Die Korallen, vertreten mit den beiden Großgruppen der Tabulata und Rugosa, bildeten größere Riffstrukturen (z. B. Gotland). Innerhalb der Stachelhäuter (Echinodermata) traten die Knospenstrahler (Blastoidea) erstmals auf. Die Klassen Eocrinoidea und Paracrinoidea starben aus. Im Stamm der Armfüßer (Brachiopoda) starb die Ordnung Trimerellida am Ende des Silurs aus.

## Entwicklung der Flora
Die Landpflanzen entwickelten sich weiter und breiteten sich aus. Die ersten Gefäßpflanzen erschienen im Mittelsilur mit Cooksonia auf Laurussia und Baragwanathia auf Gondwana. Eine ursprüngliche Landpflanze mit Xylem und Phloem, aber noch ohne Differenzierung in Wurzel, Stamm und Blätter, ist Psilophyton. Sie betrieb Photosynthese über die gesamte Oberfläche, auch die Stomata waren über die gesamte Oberfläche verteilt. Sie vermehrte sich über Sporen und steht an der Basis der Urfarne (Psilophytopsida), die ihre eigentliche Entwicklung aber im Devon hatten. Die Rhyniophyta und einfache Bärlapppflanzen (Lycopodiophyta) haben ihren Ursprung ebenfalls bereits im Silur. Flechten sind ebenfalls erstmals im Silur nachgewiesen.

## Das Silur in Mitteleuropa

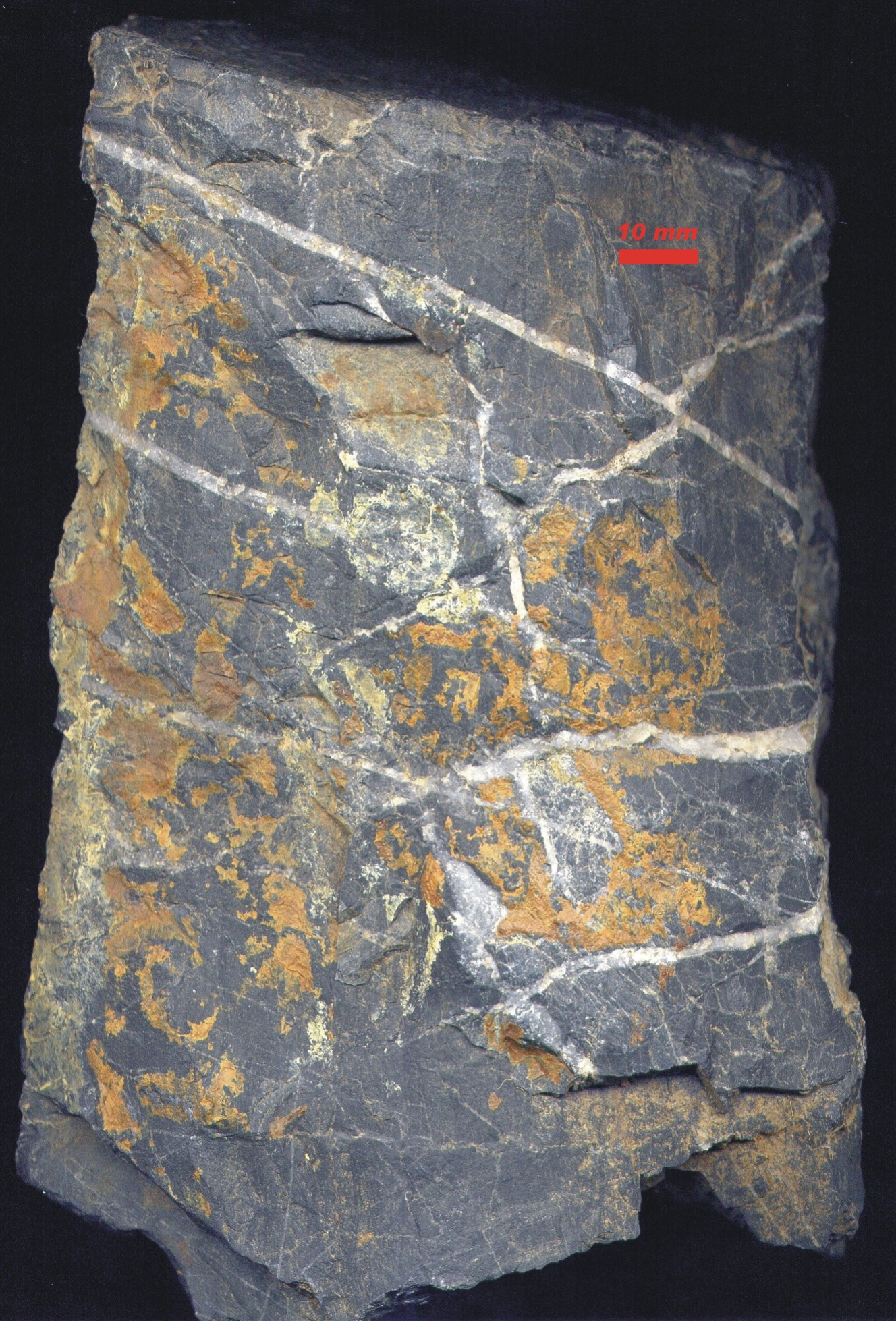
Kieselschiefer des Silurs (Nossen-Wilsdruffer Schiefergebirge)

Sehr charakteristisch für das Silur in weiten Teilen Mitteleuropas sind dunkle, bituminöse Tonsteine („Graptolithen-Schiefer“). Untergeordnet werden auch Kiesel- und Alaunschiefer gefunden. In Böhmen ist das obere Silur durch dunkle, flachmarine Kalke vertreten. In den Karnischen Alpen ist das Silur ebenfalls kalkig ausgebildet. Dort und auch in Böhmen sind zahlreiche vulkanische Lagen eingeschaltet.